# Bjørn Heger
Bjørn Heger (19. december 1914 – 2. september 1985) var en norsk læge, der blev kendt for sin deltagelse i det hjælpearbejde for skandinaviske fanger i tysk fangenskab under anden verdenskrig, der kulminerede i aktionen med de hvide busser.
Bjørn Heger var ung medicinstuderende, da krigen brød ud, og efter at have siddet i fangenskab i flere tyske fængsler blev han overført til civilinternering på godset Gross Kreutz, hvor også blandt andet familien Johan Bernhard Hjort var interneret. Han blev her involveret i det arbejde, som disse og andre foretog for fangerne.
Efter krigen blev han gift med Hjorts datter, Wanda, og han fuldførte sit medicinstudium, hvorefter han virkede som læge. Han havde pådraget sig tuberkulose under sine fængselsophold, og dette plagede ham i flere år efter krigen. I 1985 blev han sammen med sin hustru udnævnt til ridder af 1. klasse af St. Olavs Orden for sin indsats under krigen.